# The Lizzie McGuire Movie (музика из филма)
The Lizzie McGuire Movie: Original Soundtrack је албум издат да би симулирао музику која ја коришћена у филму Лизи Мекгвајер. Албум садржи песму Why Not, коју је отпевала Хилари Даф, која игра главну улогу у филму. Песма је касније увршћена на Хилариним албум првенац Metamorphosis, али са различитим стиховима у првој строфи.

## Списак песама
| #   | Назив песме | Извођач                  |
| --- | ----------- | ------------------------ |
| 1.  |             | Хилари Даф               |
| 2.  |             | Атомик Китен             |
| 3.  |             | Кулер Кидс               |
| 4.  |             | Хилари Даф и Јани Гелман |
| 5.  |             | Џамп5                    |
| 6.  |             | Витамин Ц                |
| 7.  |             | ЛМНТ                     |
| 8.  |             | Бо Систерс               |
| 9.  |             | Тејлор Дејн              |
| 10. |             | Хилари Даф               |
| 11. |             | Дин Мартин               |
| 12. |             | Хејли Даф                |
| 13. |             | Клиф Иделман             |
| 14. |             | Хилари Даф               |